# Lykóvrysi
Lykóvrysi, en grec moderne : Λυκόβρυση, auparavant appelé Glykóvrysi (Γλυκόβρυση), est une localité du dème de Lykóvrysi-Péfki, en banlieue nord d'Athènes, en Grèce. Elle est située à 11 km au nord-est d'Athènes et à l'est du petit fleuve Céphise. 
Selon le recensement de 2011, la population de Lykóvrysi compte 9 738 habitants.